# Бабич, Милош (хоккеист)
Милош Бабич (серб. Miloš Babić; 15 апреля 1988, Ливно, СФРЮ) — сербский хоккеист, правый нападающий, игрок клуба «Войводина».

## Карьера
Выступал ранее за команду «Войводина» из Нови-Сада, а также за столичную «Црвену Звезду». Несмотря на выступление за «красно-белых», неожиданно потом перешёл в состав «Партизана», с которым завоевал титул чемпиона Сербии. Играл в шведском «Венерсборге» вместе с Марко Сретовичем.
В сборной Сербии выступает с 2007 года, с 2003 по 2007 годы выступал за молодёжные и юношеские команды Сербии.